# Marco Aurelio Scauro
Marco Aurelio Scauro (in latino Marcus Aurelius Scaurus; 151 a.C. circa – 105 a.C.) è stato un politico romano.

## Biografia

### Origini
Marco Aurelio Scauro trovò origine in un'influente gens plebea. Nei fasti capitolini non vengono specificati i praenomina del padre o del nonno.

### Carriera politica
Tenendo conto delle disposizioni della Lex Villia annalis, la nascita di Marco Aurelio risale al 151 o 150 a.C.; agli albori della sua carriera, Scauro ricoprì probabilmente la carica di triumvir monetalis intorno al 118 a.C. Sempre negli stessi anni deve aver ricoperto la questura sotto un Lucio Valerio Flacco, propretore o proconsole di una provincia; era nota a Roma l'intenzione di Scauro di accusare Flacco per gli abusi e le estorsioni, ma non gli fu concesso di avviare un processo per la concezione di subordinazione romana. Non viene specificata dalle fonti la data degli avvenimenti né la provincia governata da Flacco, Broughton li fa risalire al 117 a.C., Sumner al 120 a.C.; non oltre il 111 a.C., sempre sulla base della lex Villia, deve aver ricoperto la pretura.
Uno dei consoli eletti per il 108 a.C., Lucio Ortensio, fu processato e condannato prima di poter iniziare ad esercitare la magistratura, per cui fu indetta l'elezione di un console suffetto, che fu vinta da Scauro. Secondo gli studiosi, potrebbe essere stato aiutato dall'altro console in carica, Servio Sulpicio Galba, perché altri suoi antenati avevano ricoperto il consolato con esponenti della gens Aurelia.

### Carriera militare e morte
Nel 105 a.C. partecipò in qualità di legato alle guerre cimbriche, comandando la cavalleria dell'esercito di Gneo Mallio Massimo nella Gallia Narbonese. Il suo distaccamento, accampatosi a distanza dal resto dell'esercito, nella città di Arausio, fu il primo ad essere attaccato dai germani e fu completamente annientato; Scauro fu catturato e portato al cospetto dei capi germanici e lì, secondo Granio Liciniano, "non fece né disse nulla che non si addicesse a un romano che ricopriva un ruolo così elevato". Le epitomi di Tito Livio riferiscono che mentre cercava di dissuadere i germani dal valicare le Alpi, dicendo che sarebbe stato impossibile vincere Roma, Boiorige, un giovane germano carico di ferocia, lo uccise. Pochi giorni dopo l'esercito di Mallio e quello di Quinto Servilio Cepione, in conflitto tra l'oro per la detenzione del comando supremo, furono sconfitti e annientati nella battaglia di Arausio.
Si è dibattuto sul possesso di una scuola di gladiatori di Capua, da cui Publio Rutilio Rufo assunse istruttori militari per il suo esercito; secondo alcuni la scuola era sotto il possesso di Scauro, ma Valerio Massimo nomina un certo Gaio Aurelio Scauro come possessore, per cui si ritiene che non fosse lo stesso Scauro.

## Attività culturali
Cicerone menziona Scauro nel suo Brutus, descrivendolo così:
(Marco Tullio Cicerone, Brutus, 135.)

## Discendenza
C'è un'ipotesi secondo cui il questore Marco Emilio Scauro non sia il console del 108 a.C., ma suo figlio, che avrebbe ricoperto la carica nel 104 o 103 a.C. In questo caso il Lucio Valerio Flacco che Scauro voleva processare, sarebbe il futuro console del 100 a.C.

## Nella cultura
La battaglia di Arausio e la morte di Marco Aurelio Scauro sono rappresentate nel romanzo storico di Colleen McCullough I giorni del potere: in questo libro i germani arrostiscono vivo il legato.